# Bất đẳng thức Cauchy–Schwarz
Trong đại số và giải tích, bất đẳng thức Cauchy-Schwarz (cũng gọi là bất đẳng thức Cauchy-Bunyakovsky-Schwarz) phát biểu rằng trị tuyệt đối của tích vô hướng của hai vector luôn nhỏ hơn hoặc bằng tích độ dài của hai vector đó. Bất đẳng thức này được coi là một trong những bất đẳng thức quan trọng và xuất hiện thường xuyên trong toán học.
Tích vô hướng của véc-tơ có thể được biểu diễn thông qua tổng hữu hạn, chuỗi hay tích phân trong không gian Hilbert nên bất đẳng thức này có thể được biểu diễn thông qua nhiều dạng khác nhau. Bất đẳng thức của dạng tổng được công bố với Augustin-Louis Cauchy vào năm 1821, phiên bản tích phân là của Viktor Yakovlevich Bunyakovsky và Hermann Schwarz lần lượt vào năm 1859 và 1888, Schwarz đưa ra chứng minh hiện đại hơn cho phiên bản tích phân này.

## Phát biểu
Trong phát biểu này, ta định nghĩa {\displaystyle \langle \cdot ,\cdot \rangle } là một tích vô hướng bất kì trong không gian tích trong, với ví dụ điển hình là tích vô hướng chính tắc trong không gian Euclid. 
Bất đẳng thức Cauchy-Schwarz phát biểu rằng với hai véc-tơ {\displaystyle \mathbf {u} } và {\displaystyle \mathbf {v} } trong không gian tích trong, ta luôn có

| {\displaystyle \left\|\langle \mathbf {u} ,\mathbf {v} \rangle \right\|^{2}\leq \langle \mathbf {u} ,\mathbf {u} \rangle \cdot \langle \mathbf {v} ,\mathbf {v} \rangle ,} | \| \| \| \| \| \| \| \| | (1) |
| |                         |     |
| |                         |     |
Lấy căn bậc hai ở hai vế ta thu được dạng quen thuộc hơn của bất đẳng thức Cauchy-Schwarz là

| {\displaystyle \|\langle \mathbf {u} ,\mathbf {v} \rangle \|\leq \\|\mathbf {u} \\|\\|\mathbf {v} \\|.} | \| \| \| \| \| \| \| \| | (2) |
| |                         |     |
| |                         |     |
Dấu bằng của bất đẳng thức xảy ra khi và chỉ khi {\displaystyle \mathbf {u} } và {\displaystyle \mathbf {v} } là phụ thuộc tuyến tính.
Một số phát biểu nổi tiếng và đặc biệt của bất đẳng thức này có thể kể đến như dưới đây

### Bổ đề Sedrakyan
Bất đẳng thức Sedrakyan, hay bất đẳng thức Engel, bổ đề Titu phát biểu rằng với bộ số thực {\displaystyle u_{1},u_{2},\dots ,u_{n}} và bộ số dương {\displaystyle v_{1},v_{2},\dots ,v_{n}}, ta có 
{\displaystyle {\frac {\left(\displaystyle \sum _{i=1}^{n}u_{i}\right)^{2}}{\displaystyle \sum _{i=1}^{n}v_{i}}}\leq \sum _{i=1}^{n}{\frac {u_{i}^{2}}{v_{i}}}\quad {\text{ hay tương đương, }}\quad {\frac {\left(u_{1}+u_{2}+\cdots +u_{n}\right)^{2}}{v_{1}+v_{2}+\cdots +v_{n}}}\leq {\frac {u_{1}^{2}}{v_{1}}}+{\frac {u_{2}^{2}}{v_{2}}}+\cdots +{\frac {u_{n}^{2}}{v_{n}}}.}
Bất đẳng thức này được suy ra trực tiếp bằng việc sử dụng tích vô hướng chính tắc và sử dụng hai dãy phụ là {\displaystyle u_{i}'={\frac {u_{i}}{\sqrt {v_{i}}}}} và {\displaystyle v_{i}'={\sqrt {v_{i}}}}.

### Không gian Euclid n-chiều

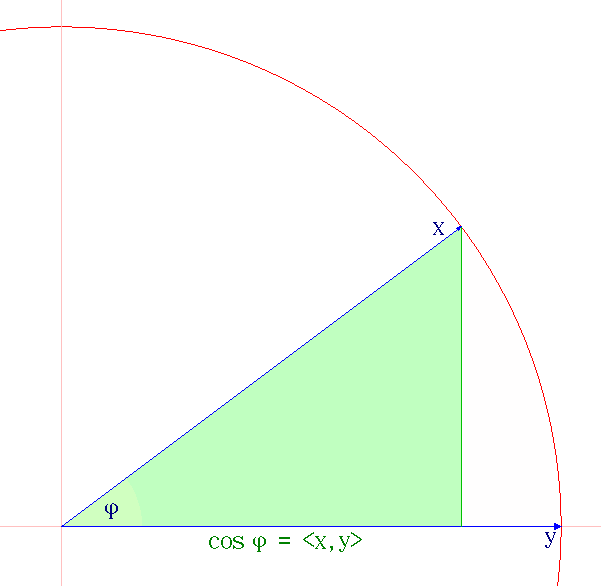
Một minh họa cho bất đẳng thức Cauchy-Schwarz trong đường tròn đơn vị.

Trong không gian Euclid {\displaystyle \mathbb {R} ^{n}} với tích vô hướng chính tắc , khi này bất đẳng thức C-S trở thành 
{\displaystyle \left(\sum _{i=1}^{n}u_{i}v_{i}\right)^{2}\leq \left(\sum _{i=1}^{n}u_{i}^{2}\right)\left(\sum _{i=1}^{n}v_{i}^{2}\right).}
Trong mặt phẳng {\displaystyle \mathbb {R} ^{2}}, ta có hai dạng dễ gặp hơn là 
{\displaystyle \langle \mathbf {u} ,\mathbf {v} \rangle ^{2}=(\|\mathbf {u} \|\|\mathbf {v} \|\cos \theta )^{2}\leq \|\mathbf {u} \|^{2}\|\mathbf {v} \|^{2},} 
và 
{\displaystyle \left(u_{1}v_{1}+u_{2}v_{2}\right)^{2}\leq \left(u_{1}^{2}+u_{2}^{2}\right)\left(v_{1}^{2}+v_{2}^{2}\right),}

### Không gian phức n-chiều
Nếu {\displaystyle \mathbf {u} ,\mathbf {v} \in \mathbb {C} ^{n}}, ta khi này định nghĩa tích vô hướng giữa hai véc-tơ là {\displaystyle \langle \mathbf {u} ,\mathbf {v} \rangle :=u_{1}{\overline {v_{1}}}+\cdots +u_{n}{\overline {v_{n}}},}, bất đẳng thức C-S khi đó được phát biểu là 
{\displaystyle |\langle \mathbf {u} ,\mathbf {v} \rangle |^{2}=\left|\sum _{k=1}^{n}u_{k}{\bar {v}}_{k}\right|^{2}\leq \langle \mathbf {u} ,\mathbf {u} \rangle \langle \mathbf {v} ,\mathbf {v} \rangle =\left(\sum _{k=1}^{n}u_{k}{\bar {u}}_{k}\right)\left(\sum _{k=1}^{n}v_{k}{\bar {v}}_{k}\right)=\sum _{j=1}^{n}\left|u_{j}\right|^{2}\sum _{k=1}^{n}\left|v_{k}\right|^{2}.}
hay viết dưới dạng tường minh là 
{\displaystyle \left|u_{1}{\bar {v}}_{1}+\cdots +u_{n}{\bar {v}}_{n}\right|^{2}\leq \left(\left|u_{1}\right|^{2}+\cdots +\left|u_{n}\right|^{2}\right)\left(\left|v_{1}\right|^{2}+\cdots +\left|v_{n}\right|^{2}\right).}

## Chứng minh
Bất đẳng thức này rõ ràng đúng với y = 0, vì thế ta có thể giả sử <x, y> khác 0. Giả sử {\displaystyle \lambda } là một số phức bất kỳ. Khi đó, chúng ta có bất đẳng thức chắc chắn đúng như sau:
{\displaystyle 0\leq \left\|x-\lambda y\right\|^{2}=\langle x-\lambda y,x-\lambda y\rangle =\langle x,x\rangle -\lambda \langle x,y\rangle -{\bar {\lambda }}\langle y,x\rangle +|\lambda |^{2}\langle y,y\rangle .}
Chọn
{\displaystyle \lambda =\langle y,x\rangle \cdot \langle y,y\rangle ^{-1}}
chúng ta được
{\displaystyle 0\leq \langle x,x\rangle -|\langle x,y\rangle |^{2}\cdot \langle y,y\rangle ^{-1}}
mà bất đẳng thức trên đúng khi và chỉ khi
{\displaystyle |\langle x,y\rangle |^{2}\leq \langle x,x\rangle \cdot \langle y,y\rangle }
hay tương đương:
{\displaystyle {\big |}\langle x,y\rangle {\big |}\leq \left\|x\right\|\left\|y\right\|.} (điều phải chứng minh)

## Một vài ứng dụng
Bất đẳng thức tam giác cho tích trong thường được xem là một hệ quả của bất đẳng thức Cauchy – Schwarz như sau: cho các vector x và y,
| {\displaystyle \\|x+y\\|^{2}} | {\displaystyle =\langle x+y,x+y\rangle }                                         |
|                               | {\displaystyle =\\|x\\|^{2}+\langle x,y\rangle +\langle y,x\rangle +\\|y\\|^{2}} |
|                               | {\displaystyle \leq \\|x\\|^{2}+2\|\langle x,y\rangle \|+\\|y\\|^{2}}            |
|                               | {\displaystyle \leq \\|x\\|^{2}+2\\|x\\|\\|y\\|+\\|y\\|^{2}}                     |
|                               | {\displaystyle \leq \left(\\|x\\|+\\|y\\|\right)^{2}}                            |
Lấy căn bậc hai hai vế ta được bất đẳng thức tam giác.